# Microdrosophila distincta
Microdrosophila distincta är en tvåvingeart som beskrevs av Wheeler och Hajimu Takada 1964. Microdrosophila distincta ingår i släktet Microdrosophila och familjen daggflugor. Inga underarter finns listade i Catalogue of Life.